# Ali Hassan Salameh

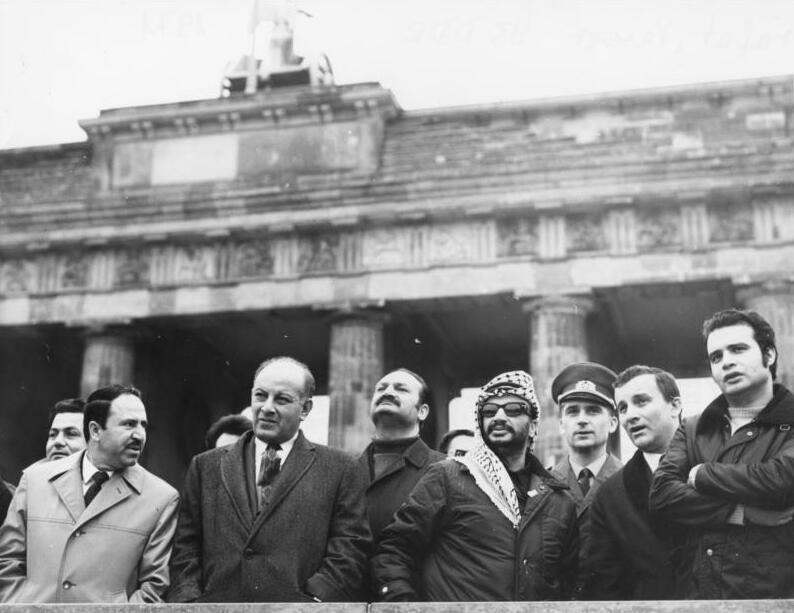
Ali Hassan Salameh (1. von rechts) 1971, im Rahmen eines Besuchs von Jassir Arafat in Berlin

Ali Hassan Salameh (* 1941 in Qula, Palästina; † 22. Januar 1979 in Beirut, Libanon; arabisch علي حسن سلامة, DMG ʿAlī Ḥasan Salāma) war ein Fatah-Funktionär und Chef der Terrorgruppe Schwarzer September, die unter anderem das Olympia-Attentat 1972 in München verübt hat. Sein Deckname war Abu Hassan. Die Force 17 wurde von ihm gegründet.

## Leben
Ali Hassan Salameh war der Sohn einer wohlhabenden Familie und verbrachte seine Kindheit in Qula, Palästina. Sein Vater, Scheich Hassan Salameh, wurde 1948 bei einem Gefecht mit Israelis nördlich von Jaffa getötet. Seine Ausbildung zum Ingenieur erhielt er an der Amerikanischen Universität Beirut.
Sein Spitzname, der „Rote Prinz“, ist auf seinen auffällig hohen Lebensstandard mit schnellen Autos, schönen Frauen und viel Geld zurückzuführen. Er machte die Miss Universe von 1971, Georgina Rizk, zu seiner Frau.
in der Lillehammer-Affäre unternahm der Mossad am 21. Juli 1973 im irrtümlichen Glauben, Salameh im norwegischen Lillehammer lokalisiert und identifiziert zu haben, den Versuch, ihn in Vergeltung des Olympia-Attentats zu töten. Dabei wurde allerdings der mit Salameh verwechselte marokkanische Kellner Ahmed Bouchiki im Beisein seiner schwangeren Frau auf offener Straße erschossen.
Aus einigen Quellen geht hervor, dass Salameh ab 1970 als geheime Kontaktperson zwischen der PLO und der CIA operierte. Ende 1973 handelte er mit seinem Führungsoffizier Robert Ames eine Vereinbarung aus, nachdem er den Amerikanern Schutz vor Attentaten garantiert und im Gegenzug finanzielle und politische Unterstützung verlangt hatte. Die Verbindung soll bis zu seinem Tod angedauert haben.
Agenten des Mossad unter dem Kommando von Mike Harari mieteten eine Wohnung gegenüber Salamehs Wohnsitz in Beirut und beobachteten ihn während zwei Monaten. Am 22. Januar 1979 wurde Salameh von drei Mitgliedern der Sondereinheit Caesarea mit einer in einem VW platzierten ferngezündeten Autobombe getötet. Vier seiner Leibwächter sowie mehrere unbeteiligte Personen kamen dabei ebenfalls zu Tode. Die Person, die den Zünder von der gemieteten Wohnung aus auslöste war eine Mossad-Agentin namens Erika Chambers.